# Don Muraco
Donald Muraco (10 de septiembre de 1949) es un luchador profesional retirado estadounidense más conocido como Don "The Rock" Muraco y The Magnificient Muraco. Durante su carrera, Muraco fue dos veces Campeón Intercontinental de la WWF y dos veces Campeón Peso Pesado de la ECW. También fue el primer ganador del torneo King of the Ring, en 1985.

## Carrera

### La lucha en EE. UU. y Canadá
Fue campeón de la Hawaii Amateur Wrestling en 1967. Muraco eligió la lucha libre en vez del Football y paso el primer año de su carrera luchando en Vancouver, Portland, Florida y Los Ángeles.El acepta una oferta de Verne Gagne para trabajar en la American Wrestling Association. Fue favorito de los fanes en esta fase de su carrera.Hizo equipo con Jimmy Snuka y se enfrentó varias veces con Larry Hennig, Ivan Koloff y Dusty Rhodes. En 1973 dejó la AWA para ir a San Francisco
En 1974 Muraco fue movido a la Championship Wrestling from Florida. Allí fue comparado con el NWA World Champion Jack Brisco por su aspecto físico parecido. En un encuentro contra Jack Brisco el 28 de marzo fue el primero en la historia en evitar la mortal figure four leglock.Aunque Muraco perdió por descalificación ese acontecimiento lo volvió una estrella. Después de luchar en Texas y Georgia volvió a California en 1975 en donde capturó el NWA Americas heavyweight Championship y el NWA World Tag Team Championship version San Francisco.
De 1977 al 1981 Muraco luchó varias veces en Florida, San Francisco y su nativa Hawái. En 1979 fue introducido a Florida donde fue llamado The Magnificient M; en el cual tenía el gimmick de un villano. En 1980 tuvo un feudo con Barry Windham en donde tuvo una gran experiencia al hacer un Piledriver en el piso de concreto. En 1981 firmó un contrato con la WWF

### World Wrestling Federation (1981-1988)
En 1981, Muraco apareció por primera vez en la World Wrestling Federation(WWF) donde tendría su mayor éxito. Manejado por The Grand Wizard capturó el WWF Intercontinental Championship contra Pedro Morales el 20 de julio de 1981 aunque lo perdió contra morales 5 meses después, en noviembre 23 en un Texas Deathmatch muraco luchó contra el campeón WWF Bob Backlund dos veces en un día y en dos lugares diferentes.Muraco paso a la Mid-atlantic Championship Wrestling donde se asoció con Roddy Piper antes de regresar a la WWF. Ahora gestionado por el Captain Lou Albano Muraco recuperó el campeonato Intercontinental contra Pedro Morales el 23 de enero de 1983. Ese mismo año inició un feudo con "Superfly" Jimmy Snuka.El feudo culminó el 17 de octubre de 1983 en un Steel Cage match. El encuentro terminó con derrota para superfly pero durante el combate conectó el Superfly Splash más famoso de su carrera desde la cima de la jaula de acero. En 1984 su reinado llegó a su fin cuando fue derrotado por Tito Santana, entonces muraco desapareció de la atención de la WWF.
Fue despedido de la WWF en 1988

### Eastern Championship Wrestling (1992-1993)
Fue uno de los primeros en tener el ECW Championship, en donde sostuvo feudos con Jimmy Snuka y Tito Santana. En la década de los 90 fue precursor de la Attitude Era. Muraco es el creador del kneeling belly to belly piledriver, popularizado años más tarde por Undertaker.
Se retiró en 1993 cuando ECW quebró. En 2004 fue inducido al WWE Hall of Fame

### Retiro
Después de retirarse del ring, Muraco volvió a Hawái.En 2003 fue nombrado cofundador de la Hawaii Championship Wrestling que duro del 2003 al 2008.Recibió el título del mejor Steel cage match de la historia por el encuentro que tuvo contra Jimmy Snuka
en 1983

## Campeonatos y logros
- Championship Wrestling from Florida
  - NWA Florida Heavyweight Chapmionship (1 vez)
  - NWA Florida Television Championship (1 vez)
  - NWA United States Tag Team Championship (''version Florida) (1 vez) — con Jose DeLuc
- Eastern Championship Wrestling
  - ECW Championship
- Georgia Championship Wrestling
  - NWA Macon Tag Team Championship (1 vez) con Robert Fuller
- NWA Hollywood Wrestling
  - NWA Americas Heavyweight Championship (1 vez)
- NWA Mid-Pacific Promotions
  - NWA Pacific International Championship (1 vez)
- NWA New Zealand
  - NWA British Empire/Commonwealth Heavyweight Championship (1 vez)
- NWA San Francisco
  - NWA United States Heavyweight Championship (Version San Francisco) (1 vez)
  - NWA World Tag Team Championship (Version San Francisco) (1 vez) — con Invader #1
- Stampede Wrestling
  - Stampede North American Heavyweight Championship (1 vez)
- World Wrestling Federation/Entertainment
  - WWE Hall of Fame (Clase del 2004)
  - WWF Intercontinental Championship (2 veces)
  - WWF King of the Ring (1985)
- Professional Wrestling Hall of Fame
  - Class of 2014[7]